# Австрія на Чемпіонаті світу з легкої атлетики 2017
Австрія на Чемпіонаті світу з легкої атлетики 2017, що проходив з 4 по 13 серпня 2017 року в Лондоні (Велика Британія) була представлена 5 спортсменами.

## Результати

### Чоловіки
Трекові і шосейні дисципліни
| Спортсмен     | Дисципліна | Забіги    | Забіги | Півфінал  | Півфінал | Фінал     | Фінал |
| Спортсмен     | Дисципліна | Результат | Місце  | Результат | Місце    | Результат | Місце |
| ------------- | ---------- | --------- | ------ | --------- | -------- | --------- | ----- |
| Валентін Фейл | Марафон    |           |        |           |          |           |       |

Технічні дисципліни
| Спортсмен           | Дисципліна    | Кваліфікація | Кваліфікація | Фінал     | Фінал |
| Спортсмен           | Дисципліна    | Результат    | Місце        | Результат | Місце |
| ------------------- | ------------- | ------------ | ------------ | --------- | ----- |
| Лукас Вайсгайдінгер | Метання диска |              |              |           |       |

Багатоборство — Десятиборство
| Атлет                | Дисципліна | 100 м | СуД | ШтЯ | СуВ | 400 м | 110б | МДс | СзЖ | МСп | 1500 м | Сума очок | Місце |
| -------------------- | ---------- | ----- | --- | --- | --- | ----- | ---- | --- | --- | --- | ------ | --------- | ----- |
| Домінік Дістелбергер | Результат  |       |     |     |     |       |      |     |     |     |        |           |       |
| Домінік Дістелбергер | Очки       |       |     |     |     |       |      |     |     |     |        |           |       |

### Жінки
Багатоборство — Семиборство
| Атлет          | Дисципліна | 100б | СуВ | ШтЯ | 200 м | СуД | МСп | 800 м | Сума очок | Місце |
| -------------- | ---------- | ---- | --- | --- | ----- | --- | --- | ----- | --------- | ----- |
| Івона Дадич    | Результат  |      |     |     |       |     |     |       |           |       |
| Івона Дадич    | Очки       |      |     |     |       |     |     |       |           |       |
| Верена Прейнер | Результат  |      |     |     |       |     |     |       |           |       |
| Верена Прейнер | Очки       |      |     |     |       |     |     |       |           |       |